# 查拉蘭波斯·馬夫里亞斯
查拉蘭波斯·馬夫里亞斯（希臘語：Χαράλαμπος (Χάρης) Μαυρίας；1994年2月21日—）是一位希臘足球運動員。在場上的位置是邊鋒。他現在效力於德乙球隊卡尔斯鲁厄。他也代表希臘國家足球隊參賽。